# Cylindromyrmex striatus
Cylindromyrmex striatus es una especie de hormigas de la subfamilia Cerapachyinae. Forman sus colonias en los árboles, madera descompuesta, termiteros.

## Distribución
Se ha registrado en Guatemala, Costa Rica, Venezuela, Ecuador, Islas Galápagos, Perú, Bolivia y Chile.
- En Chile está registrada en la Región de Arica y Parinacota.[1]
- Venezuela está registrado en el estado de Bolívar